# 性的同一性と性自認の一覧
この項では、性的マイノリティ（性的少数者）・性的マジョリティー（性的多数者）のアイデンティティの一覧を掲載する。なお、実際の人がアイデンティティとして名乗る場合には必ずしも下の定義通りというわけではない。また適切な表現が存在しない指向も存在する。

## 前提

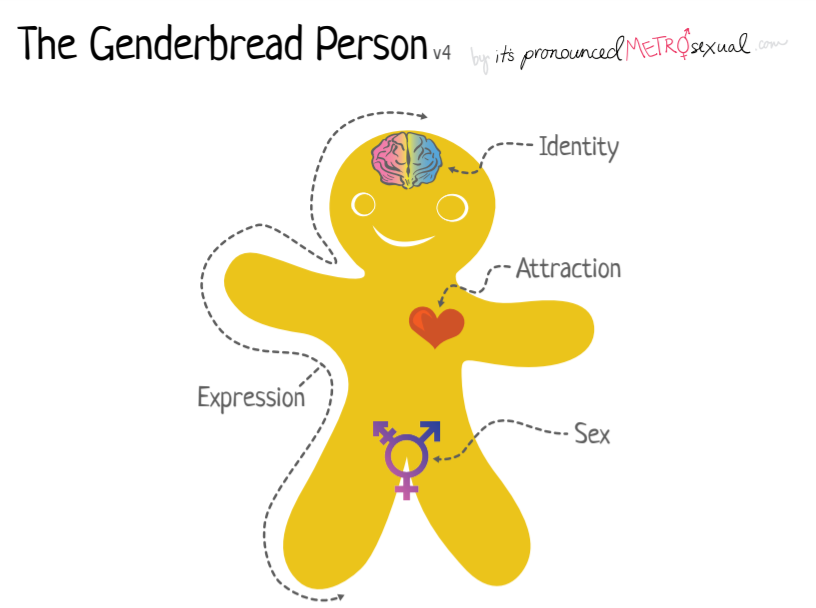
ジェンダー・ブレッドマン。性同一性・性的指向・性別・ジェンダー表現はそれぞれ異なったものになりうることを説明するために用いられる図。

性的指向 (セクシュアリティ)
性的指向とは、性的欲求・性的魅かれがどのような性に向いているかを示す。恋愛的感情・恋愛的魅かれを含めて言う場合もある。
性的指向と恋愛的指向の違い
性的指向と恋愛的指向を分けて考える方法は、「Split Attraction Model（SAM）」と呼ばれ、主にアセクシュアルのコミュニティでよく用いられている。恋愛的指向も含めた性的マイノリティの総称として「GSRMs」が使われることもある。たとえば性的に誰にも惹かれない人を「アセクシュアル」、恋愛的に誰にも惹かれないことを「アロマンティック」と区別することもある。性的指向と恋愛的指向が一致しないことは「クロス・オリエンテーション（cross orientation）」と呼ばれる。
性同一性（ジェンダー・アイデンティティ）
性同一性もしくは性自認とは、自分自身が自分のことをどのような性だと認識しているかを表すもの。
性別二元制（ジェンダー・バイナリ）
人間の性を「男」と「女」のどちらかに分類する社会規範。社会における男女二元論的な規範とは異なるかたちで自分を認識したり、表現したりする人の総称として「ジェンダー・ノンコンフォーミング」がある。
ジェンダー表現 (性表現)
自分自身が他の人に見せる性別の表現。服・仕草・声色・一人称・髪型など。
性的特徴
雄・雌・インターセックスといった身体的な特徴のこと。
クィア
異性愛と性別二元制に違和感を覚える人々の自称、ならびにこれらの規範の外にいる人々を指す用語。クィア理論も参照。
LGBT（LGBTs、LGBTQ+など）
レズビアン・ゲイ・バイセクシャル・トランスジェンダーにくわえ、これらの枠組みに含まれない人々も含めた、性的マイノリティの連帯を示す用語。Qは、クエスチョニングまたはクィアを指す。
SOGI
SO(Sexual Orientation)が性的指向、GI(Gender Identity)が性自認を表すもの。
「S」「G」「R」「M」「D」「SO」「GI」
セクシュアリティー・ジェンダー・ロマンティック・マイノリティー・ダイバーシティー・性的指向・性自認の頭文字。これを組み合わせることで、自分のアイデンティティーを説明することができる。たとえば、「ＧＳＲＭ」はジェンダー・セクシュアリティ・ロマンティックにおいてマイノリティとされる人。
性的指向・恋愛的指向・性自認・性表現・性的特徴の重複性
アイデンティティーには性的指向・恋愛的指向・性自認・性表現などがあり、全てを合わせてその人のアイデンティティーになるという考え方。
| 指向       | 例                 | 例                 | 例                 | 例                 | 例     |
| ---------- | ------------------ | ------------------ | ------------------ | ------------------ | ------ |
| 性別       | 雄                 | 雌                 | インターセックス   | ・・・             | ・・・ |
| 性自認     | シスジェンダー     | トランスジェンダー | バイジェンダー     | Xジェンダー        | ・・・ |
| 性表現     | 男性               | 女性               | 中性               | 無性               | ・・・ |
| 性的指向   | ヘテロセクシュアル | レズビアン         | ゲイ               | アセクシュアル     | ・・・ |
| 恋愛的指向 | ロマンティック     | アロマンティック   | デミロマンティック | リスロマンティック | ・・・ |

## 性的指向 (Sexual Orientation)

セクシャリティの三角形。上下は他者に対して性的な魅力を感じるかどうかの度合いを、左右は性的指向が同性か異性かを示す。この図においては、下の頂点がアセクシュアル、左の頂点が同性愛、右の頂点が異性愛、上辺が両性愛に当たる。

モノセクシャル (Monosexuality)
一つの性別の人だけに恋愛感情・性的感情を向ける人。
異性愛者 (ヘテロセクシュアル、heterosexual)
性自認が男性の場合は女性、性自認が女性の場合は男性に恋愛的・性的指向を向ける人。
ヘテロフレキシブル (heteroflexible)
多くの場合は異性愛者であるものの、非異性との恋愛的・性的欲求を持つことがある人、持つのに抵抗のない人。
レズビアン (lesbian)
女性の同性愛者。
ゲイ (gay)
男性の同性愛者。男性に限らず同性愛者全般を指すこともあるが、この用法を嫌う人もいる。
ホモフレキシブル
多くの場合は同性愛者ではあるものの、異性との恋愛、性的思考を持つことがある人、持つのに抵抗のない人。
両性愛者 (バイセクシュアル、bisexual)
二つの性を好きになる人。
スコリオセクシュアル
シスジェンダー男性・シスジェンダー女性以外しか好きにならない人。
無性愛者 (アセクシュアル)
他者に対して性的欲求も恋愛的感情も抱かない人。
ノンセクシュアル
恋愛的魅かれは覚えるが、性的魅かれは覚えない人。
ウイセクシュアル
性的魅かれは覚えるが、恋愛的魅かれは覚えない人。
キュピオセクシュアル (cupiosexual)
他者に性的に惹かれないが、性的な関係や行動には興味がある人。
デミセクシュアル (demisexual)
強い精神的（信頼関係）なつながりを持った人にだけ、恋愛的・性的感情を持つ人。
グレーセクシュアル (gray-sexual)
ごく稀にしか性的に惹かれない人。
クワセクシュアル(quoisexual)（クォイセクシュアル）
自分が感じる魅力が性的であるかプラトニックであるかわからない、もしくは魅力を感じているのかわからない人。
リスセクシュアル (Lithsexual)
相手への性的指向はあるが、その感情を返してほしいとは思わない、もしくはパートナーになることにこだわらない人。性行為をすることが苦痛である人も使うことがある。
Alloセクシュアル (Allosexuality)
アセクシュアルの対義語。他人に性的欲求を抱く人。
オムニセクシュアル (Omnisexual) (全性愛者)
すべての人を性別を意識して好きになれる人。
パンセクシュアル (Pansexuality)
すべての人を性別関係なく好きになれる人。
ポリアモリー (ポリアモラス、Polyamorous)
複数の人を同じように愛せる人。
アブロセクシュアル (abrosexual)
恋愛的指向・性的指向ともにどのジェンダーに惹かれるか流動的な人。
セクシュアル・フルイド (sexualfluidity）(アブロセクシャル)(エースフラックス。)
恋愛・性的感情を持つ性別が揺れ動く人。
オートセクシュアル
自分自身に対して性的感情を抱く人。

### 恋愛的指向(romantic orientation)
ヘテロロマンティック（Heteroromantic）
異性に対して恋愛感情をいだくこと。
ホモロマンティック（Homoromantic）
同性に対して恋愛感情をいだくこと。
アンドロロマンティック（Androromantic）
男性に対してのみ恋愛感情をいだくこと。
ガイノ（ジノ）ロマンティック（Gynoromantic）(ガイネロマンティック、gyneromantic))
女性に対してのみ恋愛感情をいだくこと。
バイロマンティック（Biromantic）
両性に対して恋愛感情をいだくこと。
ゴッドロマンティック（Godromantic）
男性/女性の性の分類に適合しない人々も含め、あらゆる人々に恋愛感情をいだくこと。
オートロマンティック (autosexuality)
主客が一致した指向、すなわち自分自身に恋愛的指向をもつこと。
エイ（ア）ロマンティック（Aromantic）
誰に対しても恋愛感情をいだかない人。⇔ロマンティック（Romantic）。
グレイ・ロマンティック（Grayromantic）
エイロマンティックとロマンティックのスペクトラムの中間にある人。恋愛感情は抱き得るが、その頻度ないし強度が高くない人。
デミロマンティック（demiromantic）
グレイ・ロマンティックのうち、強く情緒的（信頼関係）に結びついた相手に対してのみ恋愛感情をいだくこと。
リスロマンティック (Lithromantic) (アコイロマンティック(akoiromantic),アプロマンティック(apromantic))
恋愛感情は抱くが、相手から恋愛感情を向けられることを望まない（もしくは必要としない）人。

## 性自認 (Gender Identity)
シスジェンダー (Cisgender)
出生時の性別と性自認が一致している人。
トランスジェンダー (transgender)
出生時に割り当てられた性別と性自認が一致しない人。
トランスジェンダー男性 (transgender man, Female to Male, FtM)
出生時に女性に割り当てられた男性。
トランスマスキュリン (trans masculine)
出生時女性に割り当てられ、性自認・性表現などが男性の人を広く指す言葉。
トランスジェンダー女性 (transgender woman, male to female, MtF)
出生時に男性に割り当てられた女性。
トランスフェミニン (transfeminine)
出生時男性に割り当てられ、性自認・性表現などが女性の人を広く指す言葉。
ノンバイナリー (non-binary)
性自認が男女どちらかでない人。Xジェンダー・ジェンダークィアと似た概念。。
Xジェンダー
性自認が男女どちらかでもない人。ノンバイナリーと似た概念。
アジェンダー (agender)
どのジェンダーにも当てはまらない、定義しない人。
ニュートロイス (neutrois)
性自認がない(無性)の人。
バイジェンダー (bigender)
男性と女性の両方の性別を持っている人。
インタージェンダー (intergender)
中性的なジェンダーを持つ人。
ジェンダーフルイド(Gender fluid)
時によって性自認が揺れ動く人。

## 性表現(sexual expression)
- ジェンダー表現 - Gender Expression
- 男らしさ
- 女らしさ
- ブッチとフェム
- 異性装

## その他
クィア (Queer)
性的マイノリティを包括する用語。
クエスチョニング (questioning)
自身の性的、恋愛的指向や性自認、性表現がわからない、確定していない人。
デミ～～
あるジェンダーに部分的に結びつきを感じている。デミガール、デミボーイ、デミガイ、デミノンバイナリーなどがある。「デミ」は、例えば「デミガール」であれば、自分は女性だと強く感じる面もありつつ、同時に女性ではないとも感じるといったアイデンティティを意味する。
サフィック (sapphic)
性自認・性的指向・恋愛的指向に拘らず、女性に慕情を抱く女性を包括する語。
アキレアン (achillean)
性自認・性的指向・恋愛的指向に拘らず、男性に慕情を抱く男性を包括する語。
ダイアモリック (diamoric)
慕情を抱く当人および慕情を抱く相手の内、1人もしくはその両者がノンバイナリーやXジェンダー等の男女二元論にあてはまらない性自認である場合を包括する語。
アライ (ally)
性的マイノリティの人たちの支援や援助をする人。性的マジョリティの人のアライはストレート・アライと呼ばれる。

## フラッグ
プライド・フラッグ
- ヘテロセクシュアル
- モノセクシュアル
- レズビアン
- ゲイ
- ヘテロフレキシブル
- バイセクシュアル
- デミセクシュアル
- リスセクシュアル
- ポリアモリー
- パンセクシュアル
- アセクシュアル
- アブロセクシュアル
- フィクトセクシュアル
- デミロマンティック
- アロマンティック
- バイジェンダー
- シスジェンダー
- トランスジェンダー
- トランスマスキュリン
- トランスフェミニン
- Aジェンダー
- ノンバイナリー
- ニュートロイス
- ジェンダーフルイド
- クエスチョニング
- ストレートアライ